# Медаботи
Медаботи, односно Медарот (јап. メダロット Medarotto) у Јапану је игра улога коју је развила компанија Natsume, а 28. новембра 1997., а објавила компанија Imagineer. Неколико година касније, односно 2. јула 1999, студио  Bee Train је адаптирао игру у аниме серију од 52 епизоде. Приказивала се на TV Tokyo све до 30. јуна 2000. године. Медарот Дамаши, односно наставак серије је имао 39 епизода и приказивао се од 7. јула 2000. до 30. марта, 2001. године. Канадска компанија Nelvana Limited је купила лиценцу за оба дела и од 1. септембра 2001. до 2. новембра 2002. године приказивала енглеску верзију оригиналног „Медарота” на каналу Fox Kids. Наставак, односно „Медарот Дамаши” уследио је годину дана касније, приказивајући се од 13. септембра 2003. до 8. маја 2004. године. У Србији се серија у синхронизованом облику приказивала на каналу Канал Д.
Серија манги, коју је написао Хорумарин, такође је произведена. Серијализована је у дечјем часопису Comic BomBom у Јапану, а затим објављена у прикупљеним књигама под окриљем издавачке куће Kodansha. Прва манга, пета и последња манга, Медарот, Медарот 5 и Медарот Г никада нису преведена на енглески. Viz Media је успела да лиценцира мангу базирану на наставку, Медарот 2, и назвала је „Медаботс”. Медарот 2, 3 и 4 су такође преведени на енглески језик за дистрибуцију у Сингапуру, али за то је заслужна издавачка кућа Chuang Yi.
Објављено је неколико видео игара за више платформи, укључујући Game boy, Game Boy Advance, GameCube, Nintendo DS и Nintendo 3DS. Остала сродна роба заједно са њима су пластични модели које производи Kotobukiya.

## Радња
Серија се бави Медаботима, роботима са вештачком интелигенцијом, чија је сврха да служе људима. Серија почиње с десетогодишњим дечаком, Икијем Тенрјом, који жели постати првак Светског турнира робота. Међутим, Ики није у стању да приушти Медабота, а његови родитељи одбијају да му га купе. Он успева да добије довољно новца да купи застарели модел, и, уз мало среће, налази медаљу у реци. Ики га брзо убацује у свог Медабота под називом Метапчела (Метаби). Једини проблем је то што је медаља дала Метапчели чудан карактер, али се касније открива да је у ствари добио „ретку” медаљу. Медабот корпорација је чувала те ретке медаље јер се о њима знало врло мало. Наводно, Медабот са ретком медаљом може да призове напад зван Медасила. У манги, Медасила је облик медаљске контроле ума, како је објаснио др Аки у трећем графичком роману Медаботса. У аниме серији, међутим, омогућавају да се специјалне вештине Медабота фокусирају у сноп напада.
Још један важан аспект је прича о Хенрију, продавцу код кога је Ики купио Метапчелу. Сазнајемо да је он Фантом Ренегејд, нешто што је Хенри свима упорно говорио, али нико му није веровао. Осим тога, ту је Спејс Медаборац Икс, који је још један од Хенријевих тајних идентитета и најбољи медаборац у Јапану. Касније, за време Светског финала, ретко се појављује у борбама. Разлог томе је то што је наводно, пре осам година, када се уз оригиналну Метапчелу (која је имала другачију медаљу) борио као Хикару Агата, покренуо Десет дана таме. Та тама је натерала Медаботе да полуде и Хикару Агата је био присиљен да убије свог Медабота и уништи његову медаљу.
На крају друге сезоне, откривено је да је Виктор (медаборац из тима Кенија и Варбандитов власник) помагао доктору Мета-злу да добије медаље током турнира. Током финала, Метапчела и Варбандит настављају да се боре, чак и са изгубљеним партнерима и оштећеним телима. Током овог догађаја, др Мета-зло започиње свој план; користећи њихове медаље, шаље Метапчелу и Варбандита у свет снова. Међутим, Ики успева да пробуди Метапчелу и заједно са осталим, сада ослобођеним Медаботима, боре се против др Мета-зла и опаке банде Рубо.
Касније у серији, октивамо да су Медаботи у ствари хиљадама година стари; остаци древне цивилизације зване Медалорци. Медалорци су били опседнути ратом, и, како би били што бољи борци, припојили су своја тела са металним оклопима. Међутим, константним ратовањем су уништили своју цивилизацију, па су преживели записали своја сећања на хексагоналне комаде метала. Ове „медаље,” које је Медабот корпорација (коју је основао др Аки) клонирала и масовно произвела су у ствари еквивалент мозга и душе. Оригиналне медаље, које се називају „ретке” медаље, чувају се у складишту због екстремне моћи које имају.

## Франшиза

### Видео игрице
Медарот серија видео игара започета је 28. новембра 1997. године са истоименом игром улога. Већина игрица овог наслова имају две верзије: Кабуто верзију, у којој је дизајн Медабота базиран на јапанској буби носорогу, познато као „КБТ тип“ Медабота; и Кувагата верзију, у којој је дизајн Медабота базиран на јеленку, познато као „КВГ тип“ Медабота. Поред почетног дизајна, игрице имају још пар мањих разлика, како у причи тако и у деловима које играчи могу да скупе за своје Медаботе. Једино игрице Medarot R, Medabots Infinity, и Parts Collection нису објављене у две верзије.
Серијал је произвео и неколико спиноф игрица, углавном истог жанра. Игрице Медарот 1, 2, Р и 3 добиле су допуну под називом Parts Collection. Игрице овог типа више се фокусирају на борбе и омогућавају играчима да сакупе нове делове за своје Медаботе.

#### Главна серија
- — 28. новембар 1997., за конзолу [1][2][3]
- — 4. мај 1999., за конзолу [4]
- — 23. јул 1999., за конзолу [1][5]
- — 23. јул 2000., за конзолу [1][6]
- — 23. март 2001., за конзолу [1][7][8]
- — 24. децембар 2001., за конзолу [1]
- — 22. новембар 2002. (Европа), за конзоле Game Boy Advance и Wii U Virtual Console (2015)[9][10][11]
- — 27. мај 2010., за конзолу [12]
- — 13. септембар 2012., за конзолу [13]
- — 28. август 2014., за конзолу [14]
- — 24. децембар 2015., за конзолу [15]
- — 21. децембар 2017., за конзолу [16]
- — 12. новембар 2020., за конзолу [17]

#### Спинофи
- — 20. март 1998., за конзолу [1]
- — 29. мај 1998., за конзолу [1]
- — 29. октобар 1999., за конзолу [1]
- — 25. новембар 1999., за конзолу [18]
- — 16. март 2000., за конзолу [19]
  - Садржи и мини игру
- — 10. март 2000., за конзолу [1]
- — 24. новембар 2000., за конзолу [20]
- — 7. септембар 2001., за конзоле [1] и  (2016)[21]
- — 25. јун 2002. (Северна Америка), за конзоле [22][23] и  (2016)[24]
- — 19. јул 2002., за конзоле [1] и  (2015)[25]
- — 28. новембар 2003., за конзолу [26]
- — 16. децембар 2004., за конзолу [1]
- — 14. новембар 2013., за конзолу [27]
- — 10. март 2016., за конзолу [28]
- — 23. јануар 2020., за оперативне системе  и

### Манга
Већину манги базираних на овом наслову написао је и илустровао аутор Рин Хорума, познатији као Хорумарин. Све његове манге серијализовале се у Коданшиној манга ревији Comic BomBom. Прва манга, Медарот, серијализовала се од 1997. до 1999. године, са укупно три тома; друга, Медарот 2, серијализовала се од 1999. до 2000. године, са укупно четири тома; трећа, Медарот 3, серијализовала се од 2000. до 2001. године, са укупно два тома; четврта, Медарот 4, серијализовала се 2001. године, са укупно два тома; пета, Медарот 5, серијализовала се од 2001. до 2002. године, такође са укупно два тома; и шеста манга овог аутора, Медарот Г, серијализовала се 2003. године, са поглављима такође сакупљеним у два тома.
Седму, и тренутно последњу мангу Medarot Re-Reloaded (Medarot Sai), написао је и илустровао аутор Хакубајаши. Серијализује се од 27. децембра 2017. године у ревији Mangahot издавачке куће Coamix.

### Аниме
Аниме адаптација, сачињена од две сезоне, базирана је на Медарот 2 наставку. Прва сезона настала је у продукцији студија NAS и TV Tokyo, док је анимацију радио Bee Train. Састоји се од 52 епизоде, оригинално емитованих од 2. јула 1999. до 30. јуна 2000. године. Наставак, Медарот Дамаши, анимирао је студио Production I.G. Састоји се од 39 епизода које су се емитовале од 7. јула 2000. до 30. марта 2001. године.
У Србији се серија у синхронизованом облику приказивала на каналу Канал Д, узимајући за основу америчку синхронизацију и њен распоред епизода. Превод текста радила је Наташа Ћерковић, док су улоге тумачили Никола Марковић, Драгана Ракочевић, Урош Здјелар, Биљана Лукић и Милош Биковић. Нема ДВД издања.

## Спољашњи извори
- „Медаботи” на сајту Канала Д[мртва веза]